# Avant-lès-Ramerupt
Avant-lès-Ramerupt est une commune française située dans le département de l'Aube, en région Grand Est.

## Géographie
| Chaudrey               | Mesnil-lettre      | Coclois    |
|                        | Avant-lès-Ramerupt | Verricourt |
| Charmont-sous-Barbuise | Longsols           |            |

### Hydrographie
La commune est dans la région hydrographique « la Seine de sa source au confluent de l'Oise (exclu) » au sein du bassin Seine-Normandie. Elle est drainée par l'Arcot,.

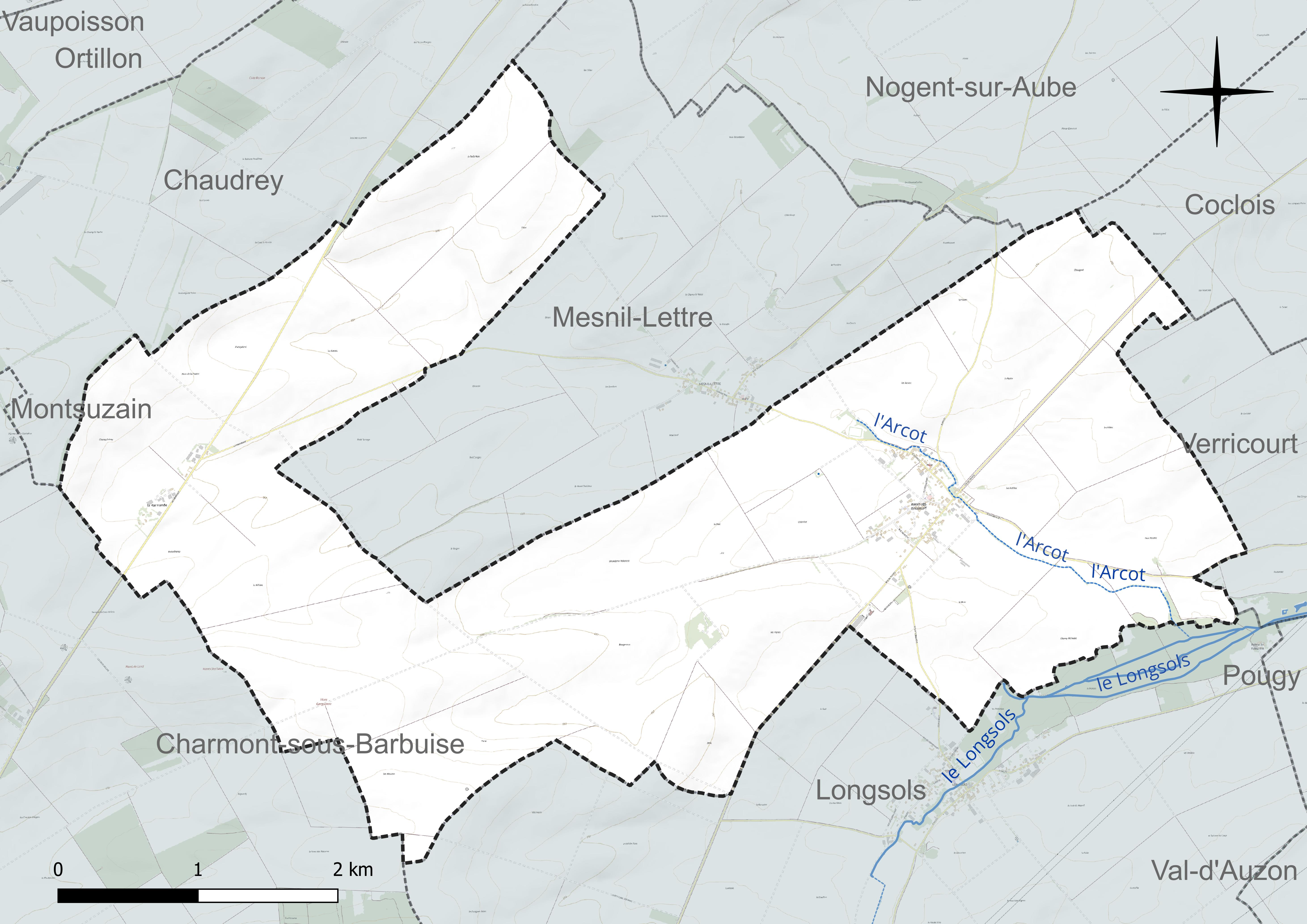
Réseau hydrographique d'Avant-lès-Ramerupt.

### Climat
Pour des articles plus généraux, voir Climat du Grand Est et Climat de l'Aube.
En 2010, le climat de la commune est de type climat océanique dégradé des plaines du Centre et du Nord, selon une étude du Centre national de la recherche scientifique s'appuyant sur une série de données couvrant la période 1971-2000. En 2020, Météo-France publie une typologie des climats de la France métropolitaine dans laquelle la commune est exposée à un climat océanique altéré et est dans la région climatique Nord-est du bassin Parisien, caractérisée par un ensoleillement médiocre, une pluviométrie moyenne régulièrement répartie au cours de l’année et un hiver froid (3 °C).
Pour la période 1971-2000, la température annuelle moyenne est de 10,4 °C, avec une amplitude thermique annuelle de 15,7 °C. Le cumul annuel moyen de précipitations est de 726 mm, avec 12,1 jours de précipitations en janvier et 8 jours en juillet. Pour la période 1991-2020, la température moyenne annuelle observée sur la station météorologique de Météo-France la plus proche, « Mathaux-Étape », sur la commune de Mathaux à 17 km à vol d'oiseau, est de 11,5 °C et le cumul annuel moyen de précipitations est de 733,9 mm. 
La température maximale relevée sur cette station est de 41,5 °C, atteinte le 25 juillet 2019 ; la température minimale est de −18 °C, atteinte le 2 janvier 1997,,.
Les paramètres climatiques de la commune ont été estimés pour le milieu du siècle (2041-2070) selon différents scénarios d'émission de gaz à effet de serre à partir des nouvelles projections climatiques de référence DRIAS-2020. Ils sont consultables sur un site dédié publié par Météo-France en novembre 2022.

## Urbanisme

### Typologie
Au 1er janvier 2024, Avant-lès-Ramerupt est catégorisée commune rurale à habitat dispersé, selon la nouvelle grille communale de densité à 7 niveaux définie par l'Insee en 2022.
Elle est située hors unité urbaine. Par ailleurs la commune fait partie de l'aire d'attraction de Troyes, dont elle est une commune de la couronne,. Cette aire, qui regroupe 209 communes, est catégorisée dans les aires de 200 000 à moins de 700 000 habitants,.

### Occupation des sols
L'occupation des sols de la commune, telle qu'elle ressort de la base de données européenne d’occupation biophysique des sols Corine Land Cover (CLC), est marquée par l'importance des territoires agricoles (98,1 % en 2018), une proportion identique à celle de 1990 (98,1 %). La répartition détaillée en 2018 est la suivante : 
terres arables (98 %), zones urbanisées (1,6 %), forêts (0,3 %), zones agricoles hétérogènes (0,1 %). L'évolution de l’occupation des sols de la commune et de ses infrastructures peut être observée sur les différentes représentations cartographiques du territoire : la carte de Cassini (XVIIIe siècle), la carte d'état-major (1820-1866) et les cartes ou photos aériennes de l'IGN pour la période actuelle (1950 à aujourd'hui).

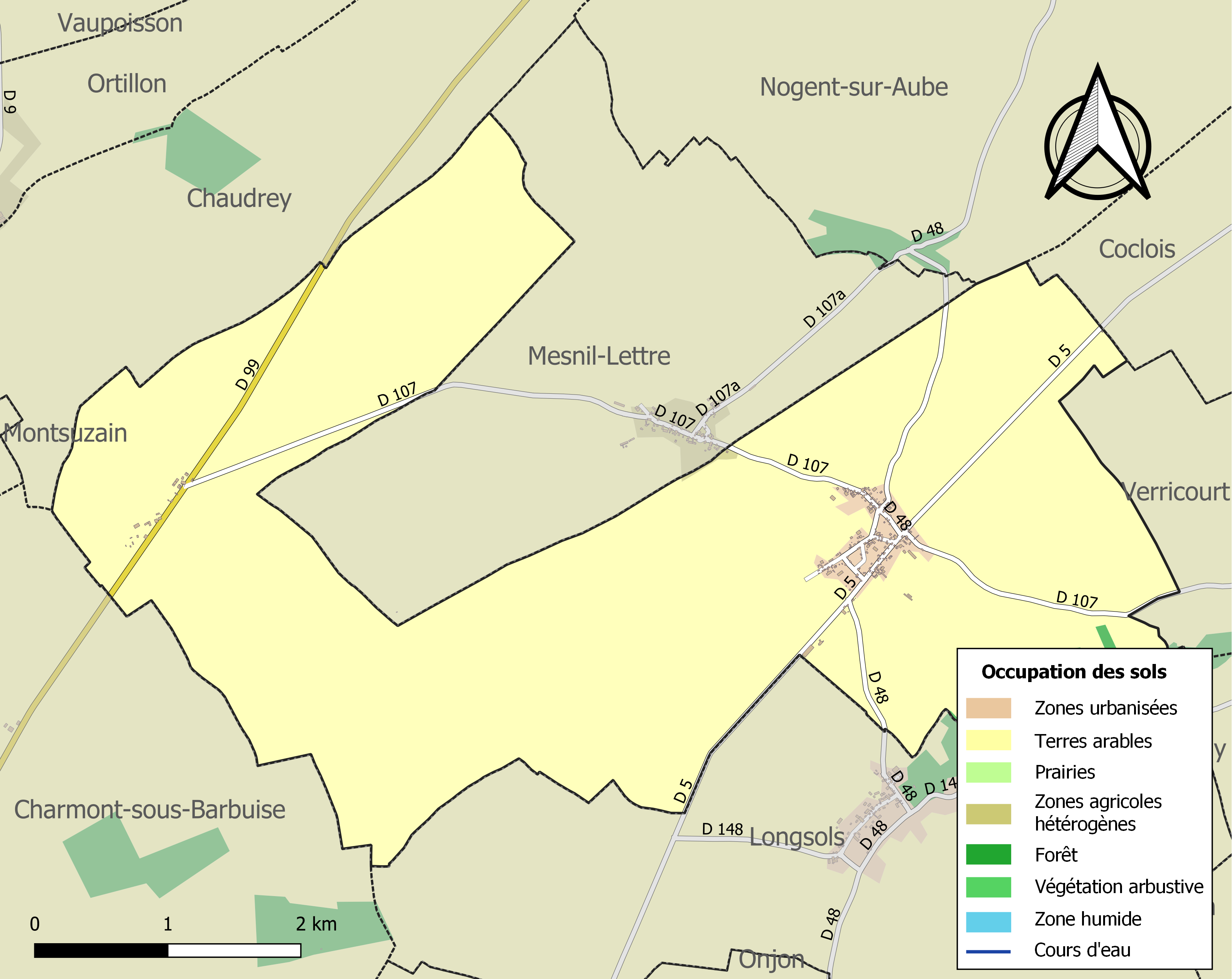
Carte des infrastructures et de l'occupation des sols de la commune en 2018 (CLC).

## Toponymie
Le cadastre de 1837 cite au territoire : Avant-le-Petit, Cour-Chasselin, Ferme-Neuve, Harmande, Mont-de-Val, Masures, Maurin, la Motte, Moulin-à-Vent, Puiseaux, Rougevaux et Saint-Gabriel.
Le décret du 4 février 1919 fixe le nom à Avant-lez-Ramerupt.

## Démographie
Le village comptait 80 feux en 1609.
L'évolution du nombre d'habitants est connue à travers les recensements de la population effectués dans la commune depuis 1793. Pour les communes de moins de 10 000 habitants, une enquête de recensement portant sur toute la population est réalisée tous les cinq ans, les populations de référence des années intermédiaires étant quant à elles estimées par interpolation ou extrapolation. Pour la commune, le premier recensement exhaustif entrant dans le cadre du nouveau dispositif a été réalisé en 2008.

En 2022, la commune comptait 156 habitants, en stagnation par rapport à 2016 (Aube : +0,7 %, France hors Mayotte : +2,11 %).
| 1793 | 1800 | 1806 | 1821 | 1831 | 1836 | 1841 | 1846 | 1851 |
| ---- | ---- | ---- | ---- | ---- | ---- | ---- | ---- | ---- |
| 292  | 288  | 284  | 250  | 270  | 255  | 247  | 248  | 256  |

| 1856 | 1861 | 1866 | 1872 | 1876 | 1881 | 1886 | 1891 | 1896 |
| ---- | ---- | ---- | ---- | ---- | ---- | ---- | ---- | ---- |
| 254  | 241  | 246  | 230  | 214  | 199  | 199  | 189  | 165  |

| 1901 | 1906 | 1911 | 1921 | 1926 | 1931 | 1936 | 1946 | 1954 |
| ---- | ---- | ---- | ---- | ---- | ---- | ---- | ---- | ---- |
| 158  | 157  | 167  | 156  | 163  | 167  | 158  | 168  | 180  |

| 1962 | 1968 | 1975 | 1982 | 1990 | 1999 | 2006 | 2008 | 2013 |
| ---- | ---- | ---- | ---- | ---- | ---- | ---- | ---- | ---- |
| 168  | 166  | 162  | 160  | 156  | 166  | 151  | 147  | 154  |

| 2018 | 2022 | - | - | - | - | - | - | - |
| ---- | ---- | - | - | - | - | - | - | - |
| 158  | 156  | - | - | - | - | - | - | - |

## Culture locale et patrimoine

### Lieux et monuments
- L'église est consacrée à saint Denis. Commencée par l'est, son abside et son chœur sont du début du gothique. Le transept, la nef et les bas-côtés ont été construits au XVIe siècle. La tour date des environs de 1200. Les bas-côtés sont couverts de toits en pignon. L'édifice fut à la collation du chapitre de Pougy[21]. Cette dernière contient plusieurs statues de saint Denis dont une est exposée à la droite de l'autel. Vous pouvez y prier la Vierge Marie et y admirer l'ancien pavé de sol à motif. L'église Saint-Denis est classée pour ses pointes de diamant autour de certaines de ses baies.

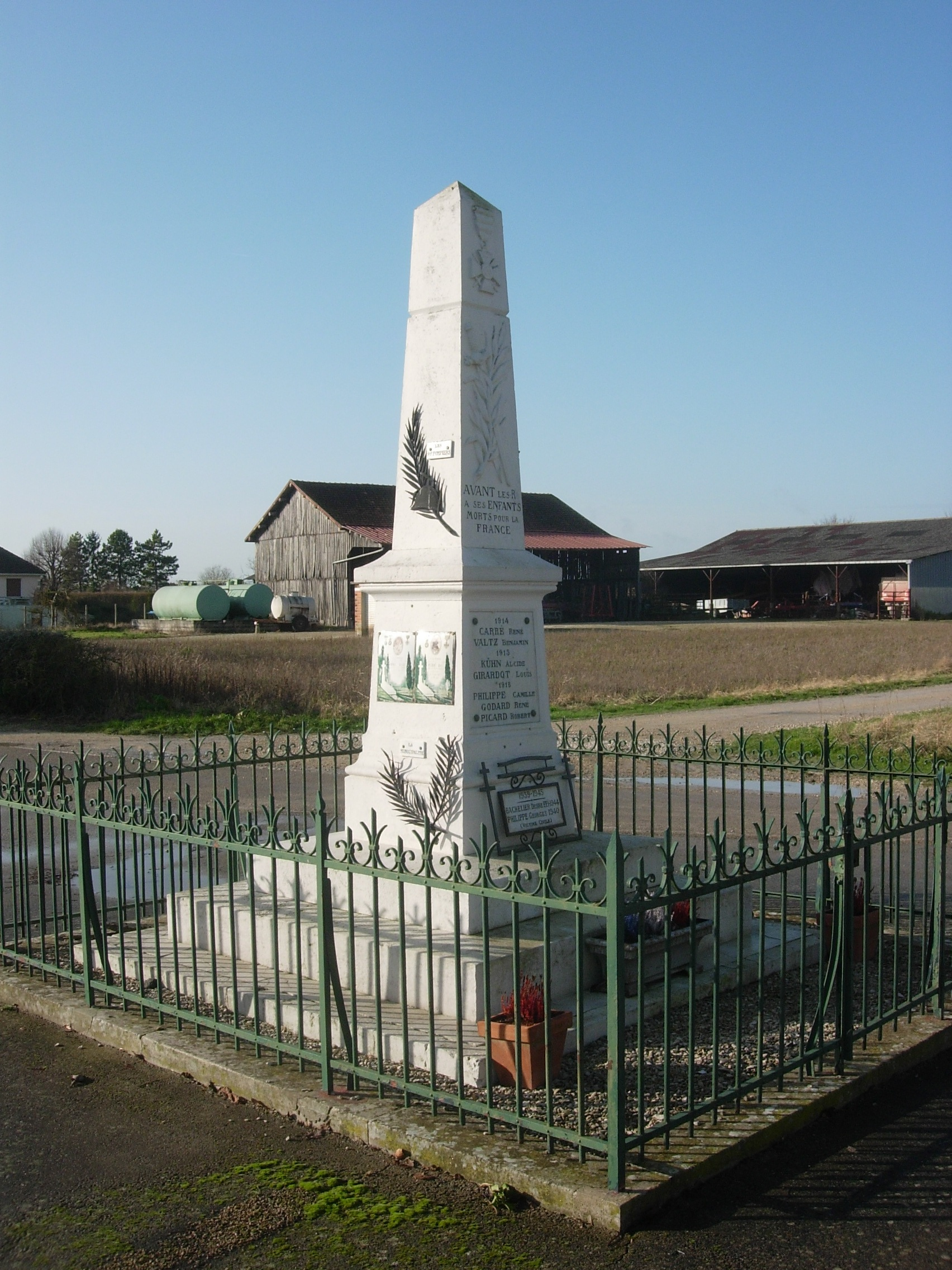
Le monument aux morts.
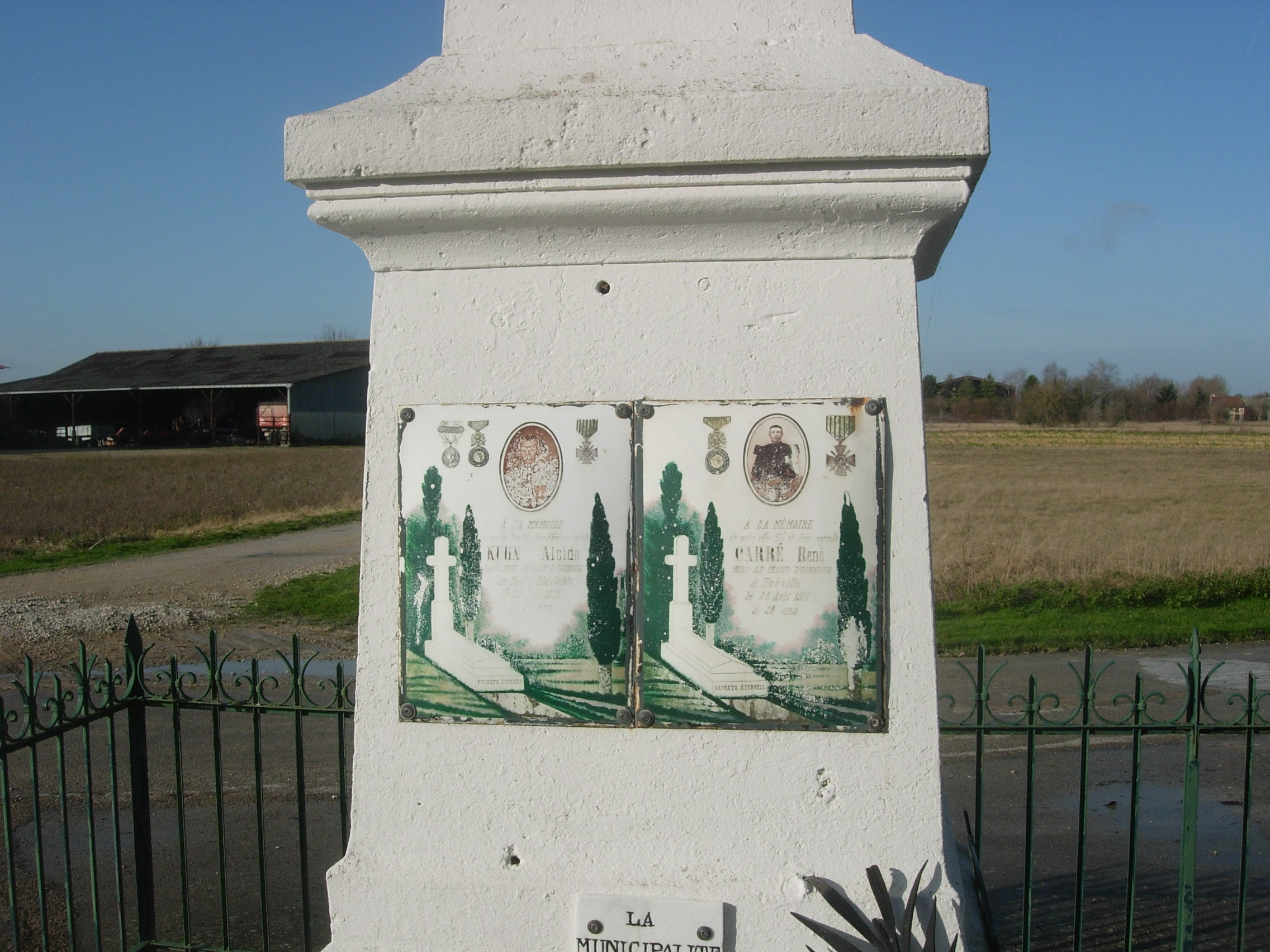
Détail des plaques du monument aux morts.
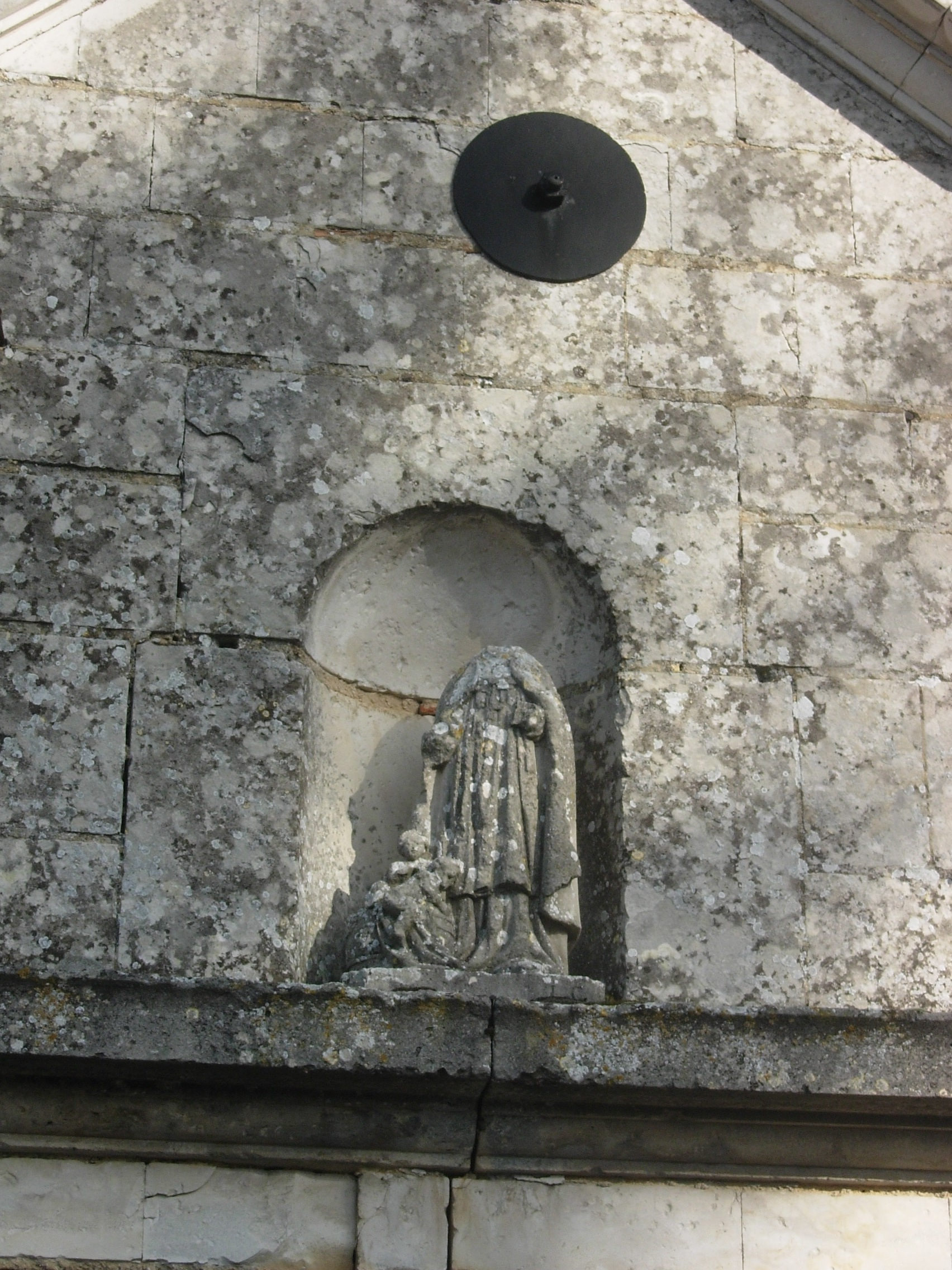
Sculpture dans une niche.

- Le monument aux morts.
- Détail des plaques du monument aux morts.
- Sculpture dans une niche.

### Personnalités liées à la commune
Emmanuel Mieville, compositeur contemporain.

### Héraldique
| Blason de Avant-lès-Ramerupt | Blason  | D'azur à la champagne triangulaire d'or chargée d'une fleur de lis d'azur, l'azur chargé à dextre d'une bande d'argent côtoyée de deux doubles cotices potencées et contre-potencées d'or et à senestre d'une barre d'argent côtoyée de deux doubles cotices en barre potencées et contre-potencées d'or, toutes deux mouvant du sommet de la champagne et accompagnées en chef de trois épis de blé empoignés d'or et en flancs de deux fleurs de lis du même, au chef élargi de gueules diapré d'or. |
| Blason de Avant-lès-Ramerupt | Détails | Le statut officiel du blason reste à déterminer. |